# Valley of the Gods
Das Valley of the Gods (Tal der Götter) ist eine Ebene auf dem Colorado-Plateau an der südöstlichen Grenze des US-Bundesstaates Utah zu Arizona und liegt in der Nähe der Ortschaft Mexican Hat in Utah. Das in öffentlichem Besitz befindliche Gebiet im San Juan County von rund 55,3 km² Größe wird vom Bureau of Land Management verwaltet. Seit 2016 gehört es zum Bears Ears National Monument; 2017 reduzierte Präsident Donald Trump die Größe des National Monuments um 85 %, das Valley of the Gods fiel dadurch wieder aus dem Schutz der Bundesregierung. Gegen die Reduzierung laufen Gerichtsverfahren (Stand: Mai 2019), die Vergabe von Öl- und Gaslizenzen im Gebiet und seinem Umfeld ist dadurch vorläufig unterbunden.

## Geografie und Geologie
Das Valley of the Gods ähnelt im Aussehen dem wesentlich bekannteren und touristisch erschlossenen Monument Valley und weist vergleichbare Sandsteintürme und Felsnadeln auf. Es wird deshalb auch als „kleines Monument Valley“ bezeichnet. Es liegt auf der gleichen Höhe von rund 1900 m und die Durchschnittstemperatur beträgt −3 °C im Winter und 30 °C im Sommer; das Wüstenklima lässt nur 200 mm Niederschlag im Jahr zu.
Die charakteristische Landschaft wurde in rund 250 Millionen Jahren von Wind und Regen aus dem Cedar-Mesa-Sandstein geformt. Im Perm bestand das Gebiet zunächst aus einem riesigen Tieflandbecken, in dem eine 400 m dicke Sandsteinschicht aus Sedimenten der frühen Rocky Mountains abgelagert worden war. Diese Schicht bestand aus Kalksandstein und rotem Schluffstein und wurde zu hohen Sanddünen am Ufer eines urzeitlichen Meeres aufgetürmt. Im Verlauf von vielen Millionen formten Wasser, Wind und Eis die Felsformationen und einzigartigen natürlichen Skulpturen von heute. Die markante rötliche Farbe der Felsen resultiert aus dem Eisenoxid, das in den Gesteinsschichten enthalten ist.

## Geschichte und Tradition
Der Mythologie der Navajo zufolge sind die Felsformationen Plätze der Stärke, an denen die Geister der Vorfahren wohnen, speziell im Valley of the Gods. Die markanten Sandsteintürme sind versteinerte Krieger des Stammes, die um persönlichen Schutz angerufen werden können. Sie stellen Leibwächter dar, deren Macht und Stärke die jungen Männer auf dem Weg in den Krieg begleitet.

## Flora und Fauna
Aufgrund des trockenen, wüstenähnlichen Klimas gibt es nur sehr wenige Pflanzen und Tiere im Valley of the Gods. An Pflanzen findet man den Rabbitbrush (Chrysothamnus spec.), die Cliff-Rose (Purshia mexicana) und das Purple Sage (Salvia spec.), sowie einige Wacholderbüsche (Juniperus spec.) und Cottonwood-Pappeln (Populus spec.). An Tieren gibt es einige Reptilienarten, kleinere Säugetiere und Insekten.

## Film und Fernsehen
Das Tal bildete den Hintergrund für zahlreiche Westernfilme, TV-Sendungen und Werbespots, darunter die US-amerikanische TV-Serie Airwolf aus den 1980er Jahren. Darüber hinaus wurden im Valley of the Gods zwei Episoden der BBC-Science-Fiction-Serie Doctor Who gedreht.

## Tourismus
Das Valley of the Gods kann über den Utah State Route 261, rund 16 km nordöstlich von Mexican Hat, oder über den U.S. Highway 163, etwa 24 km westlich von Bluff, erreicht werden. Durch das Tal führt eine 27 km lange unbefestigte Straße, die nur mit einem geländegängigen Auto befahren werden sollte. Sie führt über starke Steigungen und Gefälle und mehrere zumeist trockene Flussläufe. Zahlreiche Felsformationen liegen allerdings abseits der Strecke und sind nur zu Fuß zu erreichen. Einige führen phantasievolle Namen wie Seven Sailors (Sieben Seeleute), Battleship Rock (Schlachtschiff-Felsen), Lady in the Bathtub (Dame in der Badewanne), Rudolph and Santa Claus, De Gaulle and his Troops (De Gaulle und seine Truppen) und Setting Hen Butte (Glucken-Felsen). Das Gebiet ist zurzeit noch kein National- oder Staatspark und es werden keinerlei Eintrittsgelder verlangt. Einen guten Überblick über einen Teil des Tals und der Straße bietet der Moki Dugway Overlook, ein paar Kilometer nördlich auf der Utah State Route 261.